# Sidney Foster
Sidney Foster (* 23. Mai 1917 in Florence; † 7. Februar 1977 in Boston) war ein US-amerikanischer Pianist und Musikpädagoge.

## Leben und Werk
Sidney Foster studierte bei Isabelle Vengerova und David Saperton am Curtis Institute of Music in Philadelphia.
1941 gewann Sidney Foster den erstmals vergebenen 1. Preis beim Edgar M. Leventritt-Wettbewerb. Er debütierte im selben Jahr bei der New York Philharmonic unter John Barbirolli. Konzertreisen führten ihn über vier Jahrzehnte durch die USA, durch Europa, die UdSSR und durch Japan.
Von 1952 bis 1977 wirkte er als Professor für Klavier an der Indiana University.